# Llista d'asteroides/210101-210200
| Nom      | Designació provisional | Data de descobriment   | Lloc de descobriment | Descobridor/s       |
| -------- | ---------------------- | ---------------------- | -------------------- | ------------------- |
| 210101 - | 2006 QU117             | 27 d'agost de 2006     | Anderson Mesa        | LONEOS              |
| 210102 - | 2006 QV117             | 27 d'agost de 2006     | Anderson Mesa        | LONEOS              |
| 210103 - | 2006 QR120             | 29 d'agost de 2006     | Catalina             | CSS                 |
| 210104 - | 2006 QP123             | 24 d'agost de 2006     | Palomar              | NEAT                |
| 210105 - | 2006 QW123             | 29 d'agost de 2006     | Anderson Mesa        | LONEOS              |
| 210106 - | 2006 QV129             | 19 d'agost de 2006     | Anderson Mesa        | LONEOS              |
| 210107 - | 2006 QF137             | 30 d'agost de 2006     | Vallemare di Borbona | V. S. Casulli       |
| 210108 - | 2006 QO140             | 18 d'agost de 2006     | Palomar              | NEAT                |
| 210109 - | 2006 QD154             | 19 d'agost de 2006     | Kitt Peak            | Spacewatch          |
| 210110 - | 2006 QK161             | 19 d'agost de 2006     | Kitt Peak            | Spacewatch          |
| 210111 - | 2006 QO165             | 29 d'agost de 2006     | Catalina             | CSS                 |
| 210112 - | 2006 QB168             | 30 d'agost de 2006     | Anderson Mesa        | LONEOS              |
| 210113 - | 2006 QY169             | 28 d'agost de 2006     | Anderson Mesa        | LONEOS              |
| 210114 - | 2006 RN1               | 9 de setembre de 2006  | Palomar              | NEAT                |
| 210115 - | 2006 RB5               | 14 de setembre de 2006 | Catalina             | CSS                 |
| 210116 - | 2006 RQ10              | 14 de setembre de 2006 | Palomar              | NEAT                |
| 210117 - | 2006 RO26              | 14 de setembre de 2006 | Kitt Peak            | Spacewatch          |
| 210118 - | 2006 RG31              | 15 de setembre de 2006 | Socorro              | LINEAR              |
| 210119 - | 2006 RM31              | 15 de setembre de 2006 | Kitt Peak            | Spacewatch          |
| 210120 - | 2006 RL37              | 12 de setembre de 2006 | Catalina             | CSS                 |
| 210121 - | 2006 RV39              | 12 de setembre de 2006 | Catalina             | CSS                 |
| 210122 - | 2006 RL40              | 13 de setembre de 2006 | Palomar              | NEAT                |
| 210123 - | 2006 RN47              | 14 de setembre de 2006 | Kitt Peak            | Spacewatch          |
| 210124 - | 2006 RW51              | 14 de setembre de 2006 | Kitt Peak            | Spacewatch          |
| 210125 - | 2006 RR57              | 15 de setembre de 2006 | Kitt Peak            | Spacewatch          |
| 210126 - | 2006 RE63              | 14 de setembre de 2006 | Catalina             | CSS                 |
| 210127 - | 2006 RB67              | 15 de setembre de 2006 | Kitt Peak            | Spacewatch          |
| 210128 - | 2006 RC68              | 15 de setembre de 2006 | Kitt Peak            | Spacewatch          |
| 210129 - | 2006 RD73              | 15 de setembre de 2006 | Kitt Peak            | Spacewatch          |
| 210130 - | 2006 RP73              | 15 de setembre de 2006 | Kitt Peak            | Spacewatch          |
| 210131 - | 2006 RS81              | 15 de setembre de 2006 | Kitt Peak            | Spacewatch          |
| 210132 - | 2006 RP82              | 15 de setembre de 2006 | Kitt Peak            | Spacewatch          |
| 210133 - | 2006 RK83              | 15 de setembre de 2006 | Kitt Peak            | Spacewatch          |
| 210134 - | 2006 RW96              | 15 de setembre de 2006 | Kitt Peak            | Spacewatch          |
| 210135 - | 2006 RZ104             | 15 de setembre de 2006 | Kitt Peak            | Spacewatch          |
| 210136 - | 2006 ST                | 16 de setembre de 2006 | Goodricke-Pigott     | R. A. Tucker        |
| 210137 - | 2006 SK8               | 16 de setembre de 2006 | Anderson Mesa        | LONEOS              |
| 210138 - | 2006 SW19              | 18 de setembre de 2006 | 7300 Observatory     | W. K. Y. Yeung      |
| 210139 - | 2006 SY33              | 17 de setembre de 2006 | Catalina             | CSS                 |
| 210140 - | 2006 SK40              | 18 de setembre de 2006 | Catalina             | CSS                 |
| 210141 - | 2006 SN44              | 17 de setembre de 2006 | Anderson Mesa        | LONEOS              |
| 210142 - | 2006 SY48              | 18 de setembre de 2006 | Kitt Peak            | Spacewatch          |
| 210143 - | 2006 SG55              | 18 de setembre de 2006 | Catalina             | CSS                 |
| 210144 - | 2006 SZ56              | 18 de setembre de 2006 | Calvin-Rehoboth      | Calvin College      |
| 210145 - | 2006 SG57              | 16 de setembre de 2006 | Catalina             | CSS                 |
| 210146 - | 2006 SX59              | 18 de setembre de 2006 | Catalina             | CSS                 |
| 210147 - | 2006 SU77              | 21 de setembre de 2006 | Moletai              | MAO                 |
| 210148 - | 2006 SW101             | 19 de setembre de 2006 | Kitt Peak            | Spacewatch          |
| 210149 - | 2006 SQ107             | 19 de setembre de 2006 | Catalina             | CSS                 |
| 210150 - | 2006 ST108             | 19 de setembre de 2006 | Catalina             | CSS                 |
| 210151 - | 2006 SX126             | 22 de setembre de 2006 | Socorro              | LINEAR              |
| 210152 - | 2006 SD128             | 17 de setembre de 2006 | Kitt Peak            | Spacewatch          |
| 210153 - | 2006 SO129             | 19 de setembre de 2006 | Anderson Mesa        | LONEOS              |
| 210154 - | 2006 SC155             | 22 de setembre de 2006 | Socorro              | LINEAR              |
| 210155 - | 2006 SG165             | 25 de setembre de 2006 | Kitt Peak            | Spacewatch          |
| 210156 - | 2006 ST184             | 25 de setembre de 2006 | Mount Lemmon         | Mount Lemmon Survey |
| 210157 - | 2006 SP199             | 24 de setembre de 2006 | Kitt Peak            | Spacewatch          |
| 210158 - | 2006 SH205             | 25 de setembre de 2006 | Mount Lemmon         | Mount Lemmon Survey |
| 210159 - | 2006 SU219             | 24 de setembre de 2006 | Kanab                | E. E. Sheridan      |
| 210160 - | 2006 SR281             | 18 de setembre de 2006 | Catalina             | CSS                 |
| 210161 - | 2006 SG316             | 27 de setembre de 2006 | Kitt Peak            | Spacewatch          |
| 210162 - | 2006 SP319             | 27 de setembre de 2006 | Kitt Peak            | Spacewatch          |
| 210163 - | 2006 SH320             | 27 de setembre de 2006 | Kitt Peak            | Spacewatch          |
| 210164 - | 2006 SJ323             | 27 de setembre de 2006 | Kitt Peak            | Spacewatch          |
| 210165 - | 2006 SE341             | 28 de setembre de 2006 | Kitt Peak            | Spacewatch          |
| 210166 - | 2006 SX376             | 17 de setembre de 2006 | Apache Point         | A. C. Becker        |
| 210167 - | 2006 SF383             | 29 de setembre de 2006 | Apache Point         | A. C. Becker        |
| 210168 - | 2006 TM18              | 11 d'octubre de 2006   | Kitt Peak            | Spacewatch          |
| 210169 - | 2006 TK19              | 11 d'octubre de 2006   | Kitt Peak            | Spacewatch          |
| 210170 - | 2006 TN20              | 11 d'octubre de 2006   | Kitt Peak            | Spacewatch          |
| 210171 - | 2006 TB40              | 12 d'octubre de 2006   | Kitt Peak            | Spacewatch          |
| 210172 - | 2006 TD74              | 11 d'octubre de 2006   | Palomar              | NEAT                |
| 210173 - | 2006 TO82              | 13 d'octubre de 2006   | Kitt Peak            | Spacewatch          |
| 210174 - | 2006 US                | 16 d'octubre de 2006   | Wildberg             | Wildberg            |
| 210175 - | 2006 UL13              | 17 d'octubre de 2006   | Mount Lemmon         | Mount Lemmon Survey |
| 210176 - | 2006 UM57              | 18 d'octubre de 2006   | Kitt Peak            | Spacewatch          |
| 210177 - | 2006 UL64              | 19 d'octubre de 2006   | Kitt Peak            | Spacewatch          |
| 210178 - | 2006 UH74              | 17 d'octubre de 2006   | Kitt Peak            | Spacewatch          |
| 210179 - | 2006 UH114             | 19 d'octubre de 2006   | Kitt Peak            | Spacewatch          |
| 210180 - | 2006 UL174             | 19 d'octubre de 2006   | Catalina             | CSS                 |
| 210181 - | 2006 UB200             | 21 d'octubre de 2006   | Catalina             | CSS                 |
| 210182 - | 2006 UE215             | 26 d'octubre de 2006   | Vallemare di Borbona | V. S. Casulli       |
| 210183 - | 2006 UZ247             | 27 d'octubre de 2006   | Mount Lemmon         | Mount Lemmon Survey |
| 210184 - | 2006 UD273             | 27 d'octubre de 2006   | Kitt Peak            | Spacewatch          |
| 210185 - | 2006 UW332             | 21 d'octubre de 2006   | Apache Point         | A. C. Becker        |
| 210186 - | 2006 VC45              | 12 de novembre de 2006 | Mount Lemmon         | Mount Lemmon Survey |
| 210187 - | 2006 VZ64              | 11 de novembre de 2006 | Kitt Peak            | Spacewatch          |
| 210188 - | 2006 VE137             | 15 de novembre de 2006 | Kitt Peak            | Spacewatch          |
| 210189 - | 2006 VS150             | 9 de novembre de 2006  | Palomar              | NEAT                |
| 210190 - | 2006 WU69              | 18 de novembre de 2006 | Kitt Peak            | Spacewatch          |
| 210191 - | 2007 OT6               | 22 de juliol de 2007   | Siding Spring        | SSS                 |
| 210192 - | 2007 PW14              | 8 d'agost de 2007      | Socorro              | LINEAR              |
| 210193 - | 2007 PX19              | 9 d'agost de 2007      | Kitt Peak            | Spacewatch          |
| 210194 - | 2007 PM20              | 9 d'agost de 2007      | Socorro              | LINEAR              |
| 210195 - | 2007 PP20              | 9 d'agost de 2007      | Socorro              | LINEAR              |
| 210196 - | 2007 PV20              | 9 d'agost de 2007      | Socorro              | LINEAR              |
| 210197 - | 2007 PJ22              | 10 d'agost de 2007     | Kitt Peak            | Spacewatch          |
| 210198 - | 2007 PR24              | 12 d'agost de 2007     | Socorro              | LINEAR              |
| 210199 - | 2007 PU24              | 12 d'agost de 2007     | Socorro              | LINEAR              |
| 210200 - | 2007 PJ25              | 11 d'agost de 2007     | Socorro              | LINEAR              |